# Gelis birkmani
Gelis birkmani är en stekelart som först beskrevs av Charles Thomas Brues 1903.  Gelis birkmani ingår i släktet Gelis och familjen brokparasitsteklar. Inga underarter finns listade i Catalogue of Life.